# Ichneutica moderata
Ichneutica moderata là một loài bướm đêm trong họ Noctuidae.